# 国鉄タサ1400形貨車
国鉄タサ1400形貨車（こくてつタサ1400がたかしゃ）は、かつて鉄道省及び1949年（昭和24年）6月1日以降は日本国有鉄道（国鉄）に在籍した私有貨車（タンク車）である。
本形式と同一の専用種別であるタサ1600形についても本項目で解説する。

## タサ1400形
タサ1400形は、石油類専用の20 t 積タンク車として1936年（昭和11年）11月5日に3両（タサ1400 - タサ1402）、1937年（昭和12年）1月20日に5両（タサ1403 - タサ1407）が新潟鐵工所の1社のみにて製作された。
落成時の専用種別は3両（タサ1400 - タサ1402）が重油専用、5両（タサ1403 - タサ1407）が原油専用であった。また所有者は、三菱商事、日本鉱業の2社でありその各々の常備駅は鶴見線の扇町駅、羽越本線の羽後牛島駅であった。三菱商事所有車は、戦中、戦後は石油共販、石油配給統制、石油配給と変遷し最終的に三菱石油へ名義変更された。また戦後の一時期は連合軍専用貨車に指定され、その軍番号は8265、8266、8105であった。日本鉱業所有車は帝国石油、共同企業、日本原油輸送、日本石油運送、日本石油輸送と変遷した。
車体色は黒色、寸法関係は全長は9,900 mm、台車中心間距離は6,100 mm、実容積は23.1 m3、自重は16.5 t、換算両数は積車3.5、空車1.2であった。
1973年（昭和48年）11月28日に最後まで在籍した3両（タサ1404､タサ1406 - タサ1407）が廃車となり、同時に形式消滅となった。

## タサ1600形
タサ1600形は、原油専用の24 t 積タンク車として1942年（昭和17年）12月19日に2両（タサ1600 - タサ1601）が日本車輌製造にて製作された。
所有者は、日本石油でありその常備駅は奥羽本線貨物支線（通称：秋田港線）の雄物川駅（現在の秋田港駅）であった。
1両（タサ1601）が戦後の一時期連合軍専用貨車に指定され、その軍番号は8267であった。
塗装は黒色、寸法関係は全長は9,400 mm、台車中心間距離は5,400 mm、実容積は24.0 m3、自重は17.1 t、換算両数は積車3.5、空車1.6であり台車はアーチバー式のTR20である。
1981年（昭和56年）3月25日に最後まで在籍した1両（タサ1601）が廃車となり、同時に形式消滅となった。